# Loor
Loor là nhân vật trong loạt truyện Pendragon của tác giả D. J. MacHale. Cô xuất hiện trong hầu hết các cuộc phiêu lưu của Bobby Pendragon (mặc dù cô không có mặt trong tập Cuộc chiến bất thành, Trò chơi Quillian và Ly hương tìm quá khứ), cũng là người xuất hiện nhiều nhất trong các Lữ Khách, ngoại trừ Pendragon và nhân vật phản diện Saint Dane. Loor là Lữ Khách của Zadda, một trong 10 lãnh địa của Halla. Cô là người Batu (một bộ tộc của Zadda) và là một Ghee chiến binh trong bộ tộc đó. Bộ tộc Batu sống trên mặt đất, màu da của họ ngăm đen. Loor có đôi mắt màu nâu. Tóc cô màu đen và được thắt bím. Cô là một trong những người yêu của Pendragon, có một cơ thể vô cùng khỏe mạnh và cao hơn cậu khi được mô tả ở tập 1.